# Charles Prince
Charles Ernest René Petitdemange, noto anche con lo pseudonimo di Charles Prince o Prince Rigadin (Maisons-Laffitte, 27 aprile 1872 – Saint-Maur-des-Fossés, 17 luglio 1933), è stato un attore e regista francese.

## Biografia

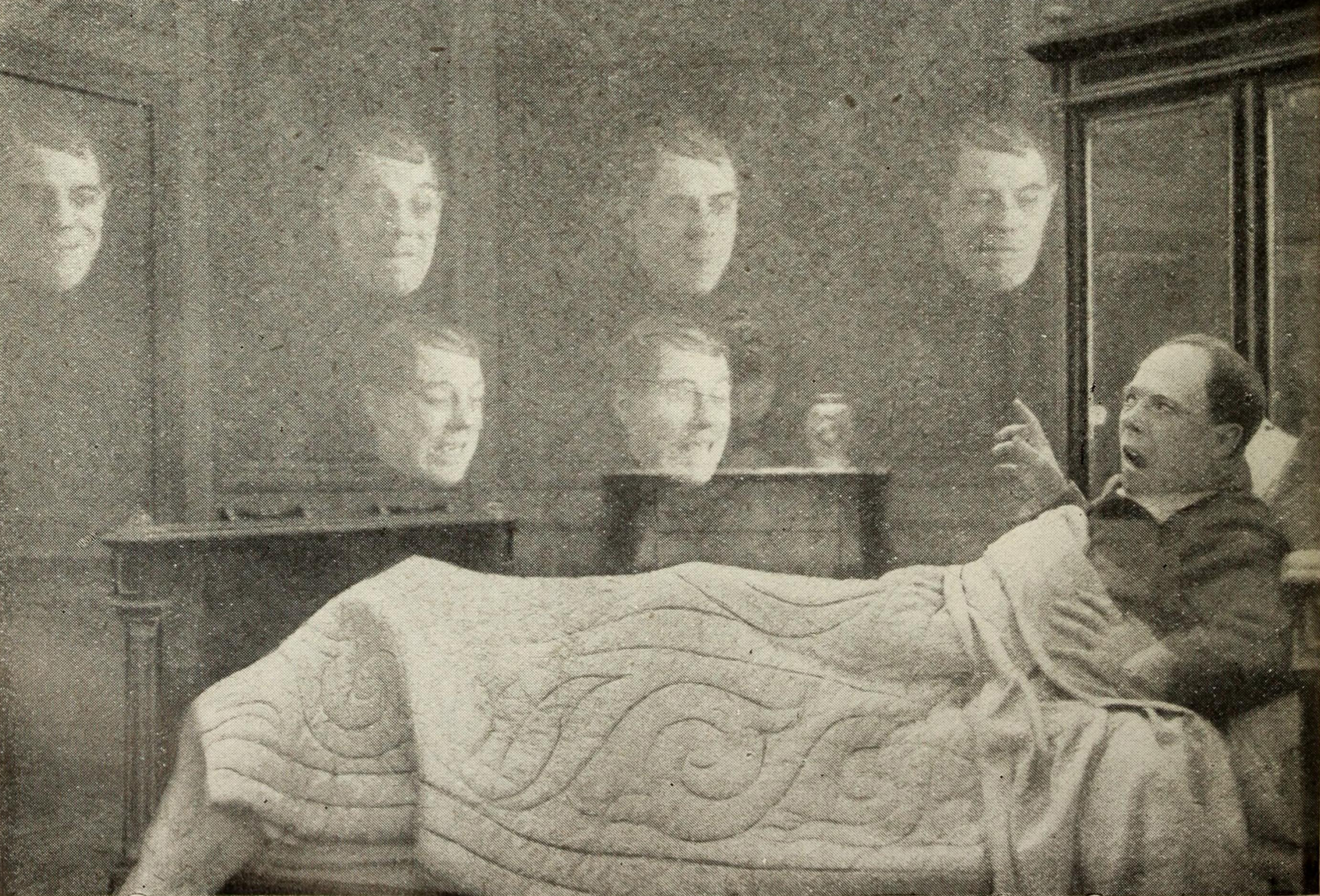
Les Terreurs de Rigadin (1911)

Si avvicinò al palcoscenico nei music-halls come attore di vaudevilles, ma la svolta della sua carriera la ebbe interpretando 'comiche finali', inventando così il personaggio di Rigadin (noto in Italia come Tartufini) nell'ambiente cinematografico proponendolo in una lunga serie di cortometraggi sotto la regia di Georges Monca, nel periodo cha va dal 1910 e il 1920, ottenendo successo al punto di venire considerato una delle prime star comiche del cinema francese muto.
Tra le sue qualità più spiccate si possono menzionare la mimica e il trasformismo.
Il suo repertorio fu piuttosto vasto e si possono citare Le Clown et le pacha (1910), Les Terreurs de Rigadin (1911), Rigadin professeur de danse (1916), Les Femmes collantes (1920).
Come curiosità si può ricordare che Prince Rigadin era anche il nome di un cavallo da corsa dei primi anni venti.

## Filmografia parziale
- Rigadin va dans le grand monde, regia di Georges Monca - cortometraggio (1910)
- Rigadin et l'escalope de veau, regia di Georges Monca - cortometraggio (1910)
- Le Clown et le pacha, regia di Georges Monca - cortometraggio (1910)
- Rigadin pêche à la ligne, regia di Georges Monca - cortometraggio (1911)
- L'Ombrelle, regia di Georges Monca - cortometraggio (1911)
- Rigadin a l'âme sensible, regia di Georges Monca - cortometraggio (1911)
- Rigadin n'aime pas le vendredi 13, regia di Georges Monca - cortometraggio (1911)
- La Doctoresse, regia di Georges Monca - cortometraggio (1911)
- Les Terreurs de Rigadin, regia di Georges Monca - cortometraggio (1911)
- Rigadin professeur de danse, regia di Georges Monca - cortometraggio (1916)
- Les Femmes collantes, regia di Georges Monca (1920)
- L'Âne de Buridan, regia di Alexandre Ryder (1932)